# غيسور نوسازي
غيسور نوسازي (بالفارسية: گیسور نوسازی) هي قرية تقع في قسم بسكلوت الريفي في إيران. يقدر عدد سكانها بـ 1,341 نسمة .